# Belägringen av Lucknow

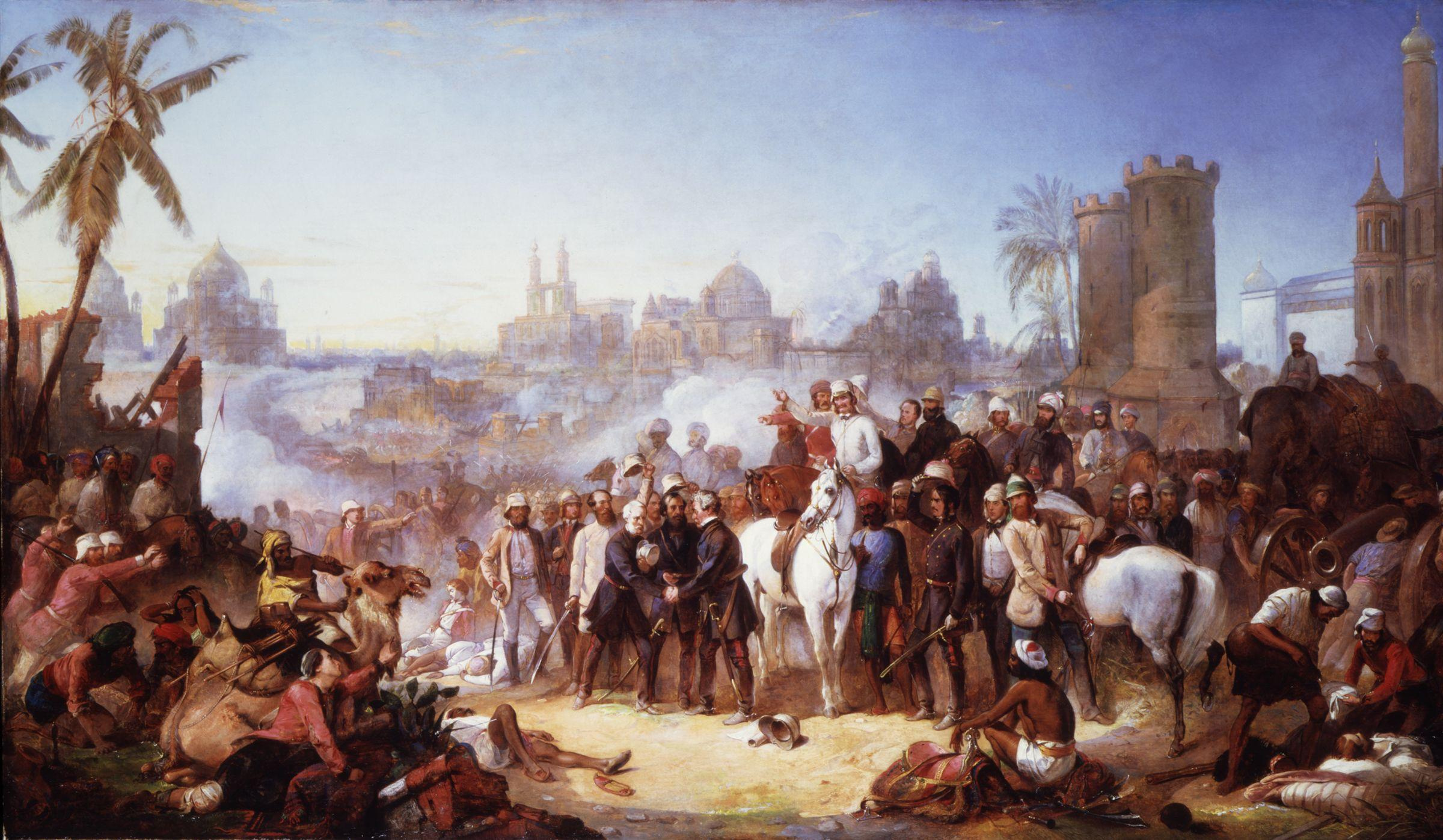
The Relief of Lucknow, 1857 by Thomas Jones Barker

Belägringen av Lucknow var en av de viktigaste händelserna under sepoyupproret mot britterna i Indien 1857-1859. Mellan 30 maj och 27 november 1857 belägrades britterna och det brittiska ostindiska kompaniets garnison under Henry Montgomery Lawrence i det förskansade brittiska residenset i Lucknow av sepoyrebellernas styrkor. Två brittiska undsättningar nådde fram till staden, 25 september och 14 november,  innan belägringen kunde hävas och brittiska soldater och civila kunde evakueras ur staden 19 november.